# The Red Apple

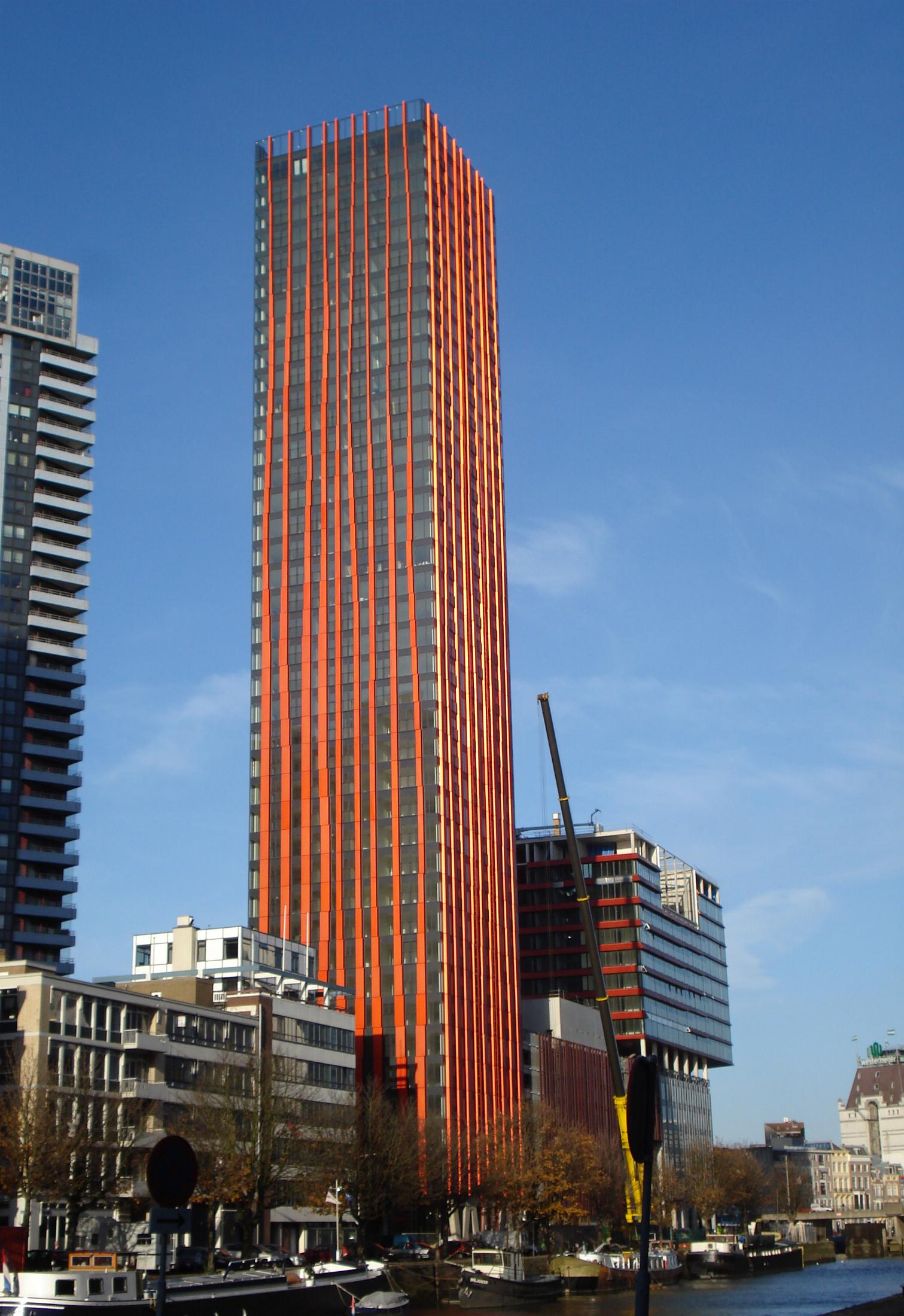
Pohled na budovu

The Red Apple je výšková budova na ostrově Wijnhaven v Rotterdamu v Nizozemí. Se svou výškou 124 metrů se řadí mezi nejvyšší budovy města. 
Budova byla postavena v letech 2005 – 2009 podle návrhů společnosti KCAP a nizozemského architekta Jana des Bouvrieho. V roce 2008 dosáhla plné výšky 124 metrů. V budově se nachází 38 pater, 6 výtahů a 200 bytů. Její součástí je ještě tzv. Kopblok, vysoký 53 m, který disponuje řadou dalších bytů a kanceláří. Součástí komplexu budov je také kryté parkoviště, která má 338 parkovacích míst. 